# Comissió Internacional de Nomenclatura Zoològica
La Comissió Internacional de Nomenclatura Zoològica (International Commission on Zoological Nomenclature o ICZN) és una organització dedicada a «obtenir i desenvolupar estabilitat i consens en la denominació científica dels animals».
Va ser fundada el 1895, i té 28 membres de 20 països, principalment taxonomistes del camp de la zoologia. Els seus membres són elegits en les assemblees generals de la Unió Internacional de Ciències Biològiques (IUBS) o en altres Congressos Internacionals. La tasca de la Comissió té el suport d'un petit secretariat que existeix en el Museu d'Història Natural de Londres, i amb fons de la International Trust for Zoological Nomenclature (ITZN), una organització benèfica. La Comissió assisteix la comunitat zoològica «a través de la generació i disseminació d'informació sobre l'ús més correcte dels noms científics dels animals».
La ICZN publica el Codi Internacional de Nomenclatura Zoològica, on hi apareixen les regles formals «universalment acceptades que governen l'aplicació dels noms científics de tots els organismes animals». La Comissió també dota de regles per intentar solucionar problemes individuals que arriben a la seva consulta, realitzant el corresponent arbitratge si és necessari en casos contenciosos, on l'estricta adhesió al Codi podria interferir amb l'estabilitat del seu ús. Aquestes regles es publiquen en el Bulletin of Zoological Nomenclature.